# Остеогліцин
OGN (англ. Osteoglycin) – білок, який кодується однойменним геном, розташованим у людей на короткому плечі 9-ї хромосоми. Довжина поліпептидного ланцюга білка становить 298 амінокислот, а молекулярна маса — 33 922.
| 10         |  | 20         |  | 30         |  | 40         |  | 50         |
| ---------- |  | ---------- |  | ---------- |  | ---------- |  | ---------- |
| MKTLQSTLLL |  | LLLVPLIKPA |  | PPTQQDSRII |  | YDYGTDNFEE |  | SIFSQDYEDK |
| YLDGKNIKEK |  | ETVIIPNEKS |  | LQLQKDEAIT |  | PLPPKKENDE |  | MPTCLLCVCL |
| SGSVYCEEVD |  | IDAVPPLPKE |  | SAYLYARFNK |  | IKKLTAKDFA |  | DIPNLRRLDF |
| TGNLIEDIED |  | GTFSKLSLLE |  | ELSLAENQLL |  | KLPVLPPKLT |  | LFNAKYNKIK |
| SRGIKANAFK |  | KLNNLTFLYL |  | DHNALESVPL |  | NLPESLRVIH |  | LQFNNIASIT |
| DDTFCKANDT |  | SYIRDRIEEI |  | RLEGNPIVLG |  | KHPNSFICLK |  | RLPIGSYF   |

A: Аланін

C: Цистеїн

D: Аспарагінова кислота

E: Глутамінова кислота

F: Фенілаланін

G: Гліцин

H: Гістидин

I: Ізолейцин

K: Лізин

L: Лейцин

M: Метіонін

N: Аспарагін

P: Пролін

Q: Глутамін

R: Аргінін

S: Серин

T: Треонін

V: Валін

Кодований геном білок за функцією належить до факторів росту. 
Локалізований у позаклітинному матриксі.
Також секретований назовні.